# تشارلز الكسندر شيلدون
تشارلز الكسندر شيلدون (بالإنجليزية: Charles Alexander Sheldon)‏ هو محافظ على الطبيعة أمريكي، ولد في 17 أكتوبر 1867، وتوفي في 21 سبتمبر 1928.